# Anoma
Anoma é um género de gastrópodes pertencentes à família Urocoptidae.
As espécies deste género podem ser encontradas na América.

## Espécies
Espécie (lista incompleta):
- Anoma adamsi Pilsbry, 1903
- Anoma alboanfractus (Chitty, 1853)
- Anoma dohrniana (Pfeiffer, 1871)